# (4508) Takatsuki
(4508) Takatsuki es un asteroide perteneciente al cinturón de asteroides, descubierto el 27 de marzo de 1990 por Kin Endate y el también astrónomo Kazuro Watanabe desde el Observatorio de Kitami, Hokkaidō, Japón.

## Designación y nombre
Designado provisionalmente como 1990 FG1. Fue nombrado Takatsuki en homenaje a "Yukihiro Takatsuki", miembro de la redacción de la revista de astronomía "Tenmon Guide".

## Características orbitales
Takatsuki está situado a una distancia media del Sol de 2,195 ua, pudiendo alejarse hasta 2,381 ua y acercarse hasta 2,010 ua. Su excentricidad es 0,084 y la inclinación orbital 1,981 grados. Emplea 1188 días en completar una órbita alrededor del Sol.

## Características físicas
La magnitud absoluta de Takatsuki es 13,6. Tiene 4,528 km de diámetro y su albedo se estima en 0,237.